# Pausanias Papageorgiou
Pausanias Papageorgiou (griechisch Παυσανίας Παπαγεωργίου, 28. Mai 1978 in Piräus) ist ein griechischer Jurist und Politiker. Er ist Generalsekretär für Jugend der Regierung im Kabinett Alexis Tsipras II, welche aus den Parlamentswahlen im September 2015 hervorgegangen ist.

## Herkunft und Studium
Er wuchs in Etoliko der Gemeinde von Mesolongi, Präfektur von Ätolien-Akarnanien auf. 1996 schloss er sein Lyzeum an einer griechischen öffentlichen Schule ab. Er studierte an der Rechtsfakultät der Universität Hamburg, wo er 2005 seinen Abschluss absolvierte. Er setzte sein Studium an der Fakultät für Geisteswissenschaften im Fachbereich Sprache, Literatur und Medien der derselben Universität fort und erwarb seinen Master mit der Benotung ‚sehr gut’ im Jahr 2011. Er nahm an interdisziplinären Forschungsprogrammen teil und sammelte Unterrichtserfahrung in Deutschland. Gegenstand seiner wissenschaftlichen Forschung ist die Rechtslinguistik und insbesondere die grammatische Auslegung und verbale Formulierung von Rechtsbegriffen und Texten sowie das Verhältnis von Recht und Sprachkultur. Er verfügt über langjährige praktische Erfahrung im Bereich des lebenslangen Lernens durch die Festlegung von Programmen für mehrsprachige Bürger mit Migrationshintergrund, die auf ihre Integration in das europäische soziale und kulturelle Gefüge abzielen. Er ist der Urenkel des Generals, Minister und Bürgermeister von Athen, Pausanias Katsotas. Pausanias Papageorgiou ist verheiratet und hat einen Sohn.

## Politik
Bei den Parlamentswahlen vom 20. September 2015 war er Kandidat für SYRIZA im Wahlkreis Ätolien-Akarnanien. Im Staatsministerium von Nikos Pappas. arbeitete er als Sonderberater und von November 2015 bis August 2018 als Generalsekretär für lebenslanges Lernen und Jugend des Ministeriums für Bildung, Forschung und religiöse Angelegenheiten unter Bildungsminister Nikos Filis und dem darauffolgenden Bildungsminister Kostas Gavroglou.
Von August 2018 bis heute ist er Generalsekretär für Jugend. Er ist außerdem Mitglied des Verwaltungsrats des Europäischen Zentrums für die Förderung der Berufsbildung (Cedefop). Im Juni 2018 wurde unter seiner Aufsicht der Entwurf des Zehnjahres-Strategierahmens für die Stärkung der Jugend mit dem Titel "Jugend 17-27" fertiggestellt. In diesem Dokument werden die Grundsätze und Ziele der Jugendpolitik in Griechenland unter Berücksichtigung ihrer modernen Transformationen und ihrer soziologischen, wirtschaftlichen und kulturellen Dimensionen beschrieben. Es ist das Ergebnis einer breit angelegten Konsultation mit jungen Menschen und Jugendorganisationen im ganzen Land. Es ist die dritte nationale Jugendstrategie in der Übergangsperiode von 1974 bis heute. Im August 2018 unterbreitete er dem zuständigen Ausschuss für Bildungsfragen des griechischen Parlaments die Wiederaufnahme des Generalsekretariats für die Jugend, welches daraufhin am 3. August 2018 in Kraft trat. Am 11. Oktober 2018 unterzeichnete er mit der Bundesministerin für Familie, Senioren, Frauen und Jugend, Franziska Giffey, das Abkommen für das Deutsch-Griechische Jugendwerk (DGJW) eine bilaterale Jugendorganisation zwischen der Bundesrepublik Deutschland und der Hellenischen Republik. Die Unterzeichnung des Abkommens fand im Rahmen des offiziellen Besuchs des Bundespräsidenten der Bundesrepublik Deutschland, Frank-Walter Steinmeier statt.